# Orion Music + More
Orion Music + More war ein 2012 und 2013 ausgetragenes US-amerikanisches Musikfestival, das von der Band Metallica veranstaltet wurde. Das erste Festival fand in Atlantic City, New Jersey, das zweite in Detroit, Michigan statt. Der Name des Festivals ist ein Tribut an den 1986 tödlich verunglückten Metallica-Bassisten Cliff Burton. Für die Festivals lud die Band Gruppen aus verschiedenen Genres ein. Laut Metallica wären die Festivals ein finanzielles Desaster gewesen, welches die Band Millionen Dollar gekostet hätte.

## Bands

### 2012
Die erste Ausgabe des Festivals fand am 23. und 24. Juni 2012 auf dem Bader Field, dem städtischen Flughafen von Atlantic City, statt. Es wurden 23.571 Eintrittskarten verkauft. Insgesamt traten 37 Bands auf. Metallica waren Headliner an beiden Tagen. Am ersten Tag spielte die Band das Album Ride the Lightning. Es war das erste Mal, dass Metallica das Lied Escape live spielten. Am Sonntag wurde das komplette Album Metallica gespielt. In beiden Fällen spielte die Band die Alben in umgekehrter Reihenfolge.
| 23. Juni                                                               |                                                              |                                                                |                                                                                           |
| Orion Stage                                                            | Fuel Stage                                                   | Damage Inc. Stage                                              | Frantic Stage                                                                             |
| - Metallica 1 - Modest Mouse - The Gaslight Anthem - Lucero - Baroness | - Arctic Monkeys - Cage the Elephant - Fucked Up - The Sword | - Suicidal Tendencies - Red Fang - Kyng - Letlive - Black Tusk | - Hot Snakes - Jim Florentine - Jim Breuer - Don Jamieson - Roky Erickson - Wooden Shjips |

| 24. Juni                                         |                                                                            |                                                                                       | |
| Orion Stage                                      | Fuel Stage                                                                 | Damage Inc. Stage                                                                     | Frantic Stage |
| - Metallica 2 - Eric Church - Best Coast - Ghost | - Avenged Sevenfold - Volbeat - Gary Clark Jr. - A Place to Bury Strangers | - Sepultura - The Black Dahlia Murder - Torche - Landmine Marathon - Thy Will Be Done | - Titus Andronicus - Charred Walls of the Damned - Jim Breuer - Shuli Egar - Soul Rebels Brass Band - The Black Angels - Liturgy |

### 2013
Die zweite und bislang letzte Ausgabe des Festivals wurde am 8. und 9. Juni 2013 auf der Insel Belle Isle in Detroit, Michigan ausgetragen. An beiden Tagen kamen über 40.000 Zuschauer. Metallica spielten am ersten Tag unter dem Decknamen dehaan ein Überraschungskonzert, bei dem die Band das komplette Debütalbum Kill ’Em All spielten. dehaan ist wahrscheinlich eine Anspielung auf den Schauspieler Dane DeHaan, der in Metallicas Konzertfilm Metallica Through the Never die Hauptrolle spielt. Am zweiten Tag spielten Metallica ein Konzert, das überwiegend aus selten gespielten Titeln wie Carpe Diem, Baby oder I Disappear bestand.
| 8. Juni                                                               |                                         |                                                   |                                                 |                                                                      |
| Orion Stage                                                           | Fuel Stage                              | Damage Inc. Stage                                 | Frantic Stage                                   | Sanitarium Stage                                                     |
| - Red Hot Chili Peppers - Rise Against - Dropkick Murphys - The Bronx | - Infectious Grooves - Tomahawk - Foals | - Black Flag - dehaan 3 - Dead Sara - The Orwells | - Silversun Pickups - Death Grips - Battlecross | - Bassnectar - Dillon Francis - Borgore - Dirtyphonics - Matt Clarke |

| 9. Juni                                                          |                                                            |                                                         |                                                                    |                                                               |
| Orion Stage                                                      | Fuel Stage                                                 | Damage Inc. Stage                                       | Frantic Stage                                                      | Sanitarium Stage                                              |
| - Metallica - Deftones - The Joy Formidable 4 - All Shall Perish | - Gogol Bordello - Japandroids - The Dillinger Escape Plan | - Cauldron - Death - Fu Manchu - Trujillo Trio - Fidlar | - Rocket from the Crypt - Vista Chino - The Dirtbombs - Shuli Egar | - Destroid 5 - Datsik - Adventure Club - 12th Planet - Calico |